# Rozvodna Chrást
Rozvodna Chrást (zkratkou CHR) se nachází na rozhraní obcí Chrást a Dýšina asi 6 km severovýchodně od Plzně v okrese Plzeň-město v Plzeňském kraji. Je jednou ze tří uzlových rozvoden napájejících Plzeňský a Karlovarský kraj. Provozuje se v napěťových hladinách 400 a 110 kV.

## Význam
Rozvodna Chrást patří k nejvýznamnějším rozvodnám v Plzeňském kraji. Pracuje se zde s napětím 400 a 110 kV. Část 400 kV provozuje ČEPS, a.s, část 110 kV provozuje ČEZ.

## Historie
Rozvodna byla založena v roce 1981 jako první rozvodna 400 kV v Západočeském a dnešním Plzeňském kraji. Ve stejném roce byla postavena dvě vedení 400 kV, jedno z Hradce do Chrástu a druhé z Chrástu do Dasného.

## Popis

### Napěťové hodnoty
Rozvodna je provozována v napětových hodnotách 400 kV a 110 kV. Napětovou hladinou 400 kV je spojena s rozvodnami Přeštice a Hradec.

### Transformátory
Transformace 400/110 kV je zajištěna dvěma třífázovými transformátory.

### Vedení
Do rozvodny jsou zaústěna následující vedení:

#### Vedení 400 kV – ZVN – zvláště vysoké napětí
- Jednoduché vedení V430 Hradec – Chrást
- Jednoduché vedení V431 Chrást – Přeštice